# 笑う門に明日は来る
「笑う門に明日は来る」（わらうかどにあすはくる）は、2020年9月23日に発売された風男塾の25thシングル。

## 概要
メンバーは、愛刃健水、紅竜真咲、神那橙摩、偉舞喜雅。

## 収録曲
テイチクレコード公式サイト内の紹介ページによる。

### 初回限定盤A
［CD］
1. 笑う門に明日は来る
  - 作詞・作曲・編曲：Peach
2. Diamond Heart
  - 作詞：高木誠司 / 作曲：高木誠司・高慶 "CO-K" 卓史 / 編曲：成田忍

［DVD］
「笑う門に明日は来る」Music Video

「笑う門に明日は来る」Music Video（Lip-sync ver.）

### 初回限定盤B
［CD］
1. 笑う門に明日は来る
2. Diamond Heart

［DVD］
「笑う門に明日は来る」MVメイキング映像

### 通常盤
［CD］
1. 笑う門に明日は来る
2. Diamond Heart
3. DDD
  - 作詞:西野蒟蒻・zopp / 作曲:酒井ヤスナオ / 編曲:酒井ヤスナオ・成田忍
4. 笑う門に明日は来る（Instrumental）
5. Diamond Heart（Instrumental）
6. DDD（Instrumental）